# Budapest Honvéd FC
Budapest Honvéd FC v ČR známý jako Honvéd Budapešť je maďarský fotbalový klub z Budapešti. Byl založen roku 1909. Ve své historii dokázal již 14krát vyhrát titul.
Proslavil se v 50. letech 20. století, kdy za něj hrály hvězdy jako Puskás, Kocsis a Bozsik.
Klubovými barvami jsou červená a černá, dříve červená a bílá.

## Historie
Klub byl založen v roce 1909 jako Kispesti Atlétikai Club v obci Kispest (což znamená Malá Pešť). Tato obec byla roku 1950 připojena k Budapešti jako 19. obvod.
V roce 1949 byl klub převzat ministerstvem obrany a přejmenován na Budapesti Honvéd SE (Honvéd v maďarštině znamená obránce vlasti). To znamenalo příchod zlatých let pro klub. V týmu hráli v 50. letech hráči jako Puskás, Kocsis, Bozsik, Czibor a brankář Grosics, kteří patřili i k oporám tehdejšího slavného národního týmu, který hrál finále mistrovství světa 1954. Získali 5 titulů mistra. V důsledku revoluce z roku 1956 ale většina z nich odešla.
Druhé nejslavnější období začalo v 80. letech, kdy tým do roku 1993 vyhrál 8 titulů mistra. Od té doby už se tým stal mistrem jen jednou – v roce 2017.
Po pádu komunistického režimu se v roce 1991 klub přejmenoval na Kispest Honvéd FC a od roku 2003 má současný název.
Díky druhému místu v maďarskému poháru se účastnil v sezóně 2008 Poháru Intertoto. Po výhře v 1. kole nad kazachstánským FK Žetisu se utkal ve 2. kole s českým týmem FK Teplice, který vyřadil.

## Úspěchy

### Domácí
- 1. maďarská liga (14): 1949/50, 1950 podzim, 1952, 1954, 1955, 1979/80, 1983/84, 1984/85, 1985/86, 1987/88, 1988/89, 1990/91, 1992/93, 2016/17
- Maďarský fotbalový pohár (7): 1926, 1964, 1985, 1989, 1996, 2007, 2009[1]

### Mezinárodní
Tým se nikdy nedostal dál než do čtvrtfinále, v PMEZ ani do čtvrtfinále.

## Významní hráči
- Ferenc Puskás (1943-1955)
- József Bozsik (1943-1962)
- Sándor Kocsis (1950-1957)
- Zoltán Czibor (1953-1956)
- Lajos Tichy (1953-1971)
- Lajos Détári (1980-1987)

## Čeští hráči v klubu
Seznam českých hráčů, kteří ve své kariéře oblékali dres Budapest Honvéd FC:
- Michal Šilhavý
- Lukáš Zelenka[2]